# Gmina Drobin
Die Gmina Drobin ist eine Stadt-und-Land-Gemeinde im Powiat Płocki der Woiwodschaft Masowien in Polen. Ihr Sitz ist die gleichnamige Stadt mit etwa 2900 Einwohnern.

## Geographie

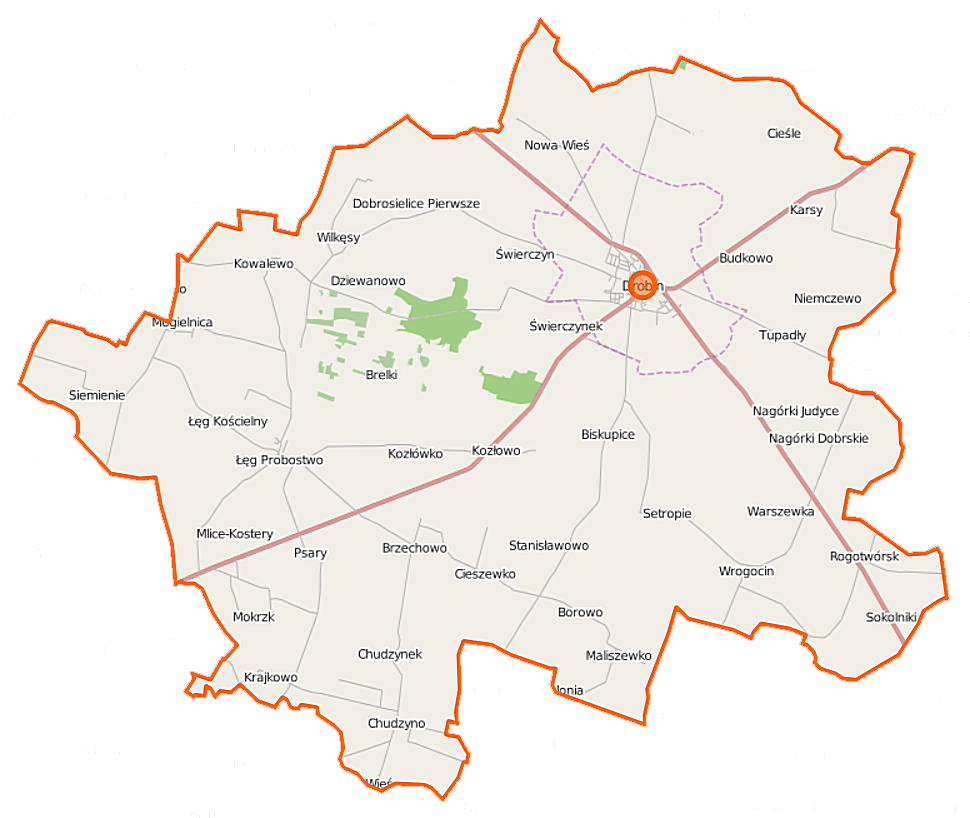
Karte der Gemeinde

Die Gemeinde liegt etwa 100 Kilometer nordwestlich von Warschau. Nachbargemeinden sind Bielsk, Raciąż, Staroźreby und Zawidz.

## Geschichte
Die Landgemeinde wurde 1973 aus verschiedenen Gromadas wieder gebildet. Am 1. Juli 1994 erhielt Drobin die Stadtrechte und die Gemeinde den Status einer Stadt-und-Land-Gemeinde. Ihr Gebiet gehörte bis 1975 zur Woiwodschaft Warschau. Es kam dann bis 1998 zur Woiwodschaft Płock, der Powiat wurde in dieser Zeit aufgelöst. Zum 1. Januar 1999 kam die Gemeinde zur Woiwodschaft Masowien und zum wiedererrichteten Powiat Nowodworski.

## Gliederung
Die Stadt-und-Land-Gemeinde (gmina miejsko-wiejska) Drobin besteht aus der Stadt selbst und Dörfern mit 49 Schulzenämtern (sołectwa):
- Biskupice
- Borowo
- Brelki
- Brzechowo
- Budkowo
- Chudzynek
- Chudzyno
- Cieszewko
- Cieszewo
- Cieśle
- Dobrosielice Drugie
- Dobrosielice Pierwsze
- Dziewanowo
- Karsy
- Kłaki
- Kowalewo
- Kozłowo
- Kozłówko
- Kuchary
- Łęg Kościelny (I &II)
- Łęg Probostwo
- Maliszewko
- Małachowo
- Mlice-Kostery
- Mogielnica
- Mokrzk
- Nagórki Dobrskie
- Nagórki-Olszyny
- Niemczewo
- Nowa Wieś
- Psary
- Rogotwórsk
- Setropie
- Siemienie
- Sokolniki
- Stanisławowo
- Świerczyn
- Świerczyn-Bęchy
- Świerczynek (I &II)
- Tupadły
- Warszewka
- Wilkęsy
- Wrogocin

Eine weitere Ortschaft ist der Weiler Krajkowo.

## Verkehr
Im Hauptort der Gemeinde kreuzen sich die Landesstraße DK10, die von Toruń (Thorn) im Westen nach Płońsk im Osten führt, und die DK60 von Łęczyca (Lenczyca) bei Łódź nach Ostrów Mazowiecka.
Der nächste internationale Flughafen ist Warschau.
Ein Bahnanschluss besteht nicht.